# 麥格納斯太爾
麥格納斯太爾（Magna Steyr AG & Co KG）是奧地利格拉茨的一家汽車生產商，原屬斯太爾-戴姆勒-普赫，現是麥格納的子公司。
該公司負責為其他公司（如梅賽德斯-奔馳、奧迪、菲亚特和標緻汽車）開發和裝配汽車，自己本身并無廠牌。2018年年裝配量達20萬，是全球汽車業最大的合约制造商。